# Stazione di Buccino-San Gregorio Magno
La stazione di Buccino-San Gregorio Magno è una stazione ferroviaria ubicata sulla ferrovia Battipaglia-Potenza-Metaponto, a servizio dei comuni di Buccino e San Gregorio Magno.

## Storia
La stazione di Buccino-San Gregorio Magno entrò in funzione il 30 settembre 1875 contestualmente all'attivazione del tratto Contursi-Romagnano della linea ferroviaria per Potenza. Dagli anni 1990 è stato soppresso lo scalo merci e la stazione è impresenziata.

## Strutture e impianti
La stazione è dotata di un fabbricato viaggiatori, un tempo sede dei servizi di stazione ma chiuso dopo l'automatizzazione degli impianti conseguente alla ristrutturazione ed elettrificazione della Basentana.
Il piazzale è composto da due binari per servizio viaggiatori muniti di banchina con una passerella e privi di sottopassaggi, oltre a due tronchini e un passante per l'ex scalo merci.

## Movimento
La stazione è servita da treni regionali.